# Zofia Schwinke
Zofia Schwinke (ur. 31 maja 1988 w Gdańsku) – polska aktorka telewizyjna, teatralna i filmowa.

## Życiorys

### Kariera
W 2015 ukończyła studia na Wydziale Aktorskim we Wrocławiu Akademii Sztuk Teatralnych im. Stanisława Wyspiańskiego w Krakowie. Zadebiutowała w 2012 roku za sprawą roli dziewczyny w serialu Galeria.

## Filmografia
| Filmy |                  |                           |                      |
| Rok   | Tytuł polski     | Rola                      | Uwagi                |
| 2009  | Upadanie         | uczestniczka II           | etiuda szkolna       |
| 2012  | Niebo            | Michael Jackson           |                      |
| 2015  | Welcome Homo     | Anka, siostra Sebastiana  | także kostiumy       |
| 2015  | Spowiedź         | Dzika                     | etiuda szkolna       |
| 2016  | Papierowe gody   | Majka, przyjaciółka Agaty | także kostiumy       |
| 2016  | Jestem mordercą  | Iwona                     |                      |
| 2017  | Urok             | Zosia, córka Sebastiana   |                      |
| 2017  | Sekrety sypialni | Karolina Nowak            | film krótkometrażowy |
| 2017  | Out              | dziewczyna asystenta      | etiuda szkolna       |
| 2019  | Solid Gold       | policjantka Ewa Nowak     |                      |
| 2019  | Memento Mori     | Agnieszka                 |                      |

| Produkcje telewizyjne |                        |                                                                |                                                                                    |
| Rok                   | Tytuł polski           | Rola                                                           | Uwagi                                                                              |
| 2011                  | Licencja na wychowanie | korepetytorka                                                  | serial telewizyjny, odcinek: 93                                                    |
| 2012                  | Galeria                | dziewczyna                                                     | serial telewizyjny, odcinek: 19                                                    |
| 2015                  | Na Wspólnej            | sekretarka Koryckiego                                          | serial telewizyjny, odcinki: 2115, 2125                                            |
| 2015                  | Powiedz tak!           | Magdalena, pracownica firmy produkcyjnej należącej do Tadeusza | serial telewizyjny, odcinki: 8, 9                                                  |
| 2017                  | W rytmie serca         | Anna, instruktorka w stadninie koni                            | serial telewizyjny, odcinki: 8, 11                                                 |
| 2017                  | Ojciec Mateusz         | Małgorzata Wojnicz                                             | serial telewizyjny, odcinek: 229                                                   |
| 2017                  | Na dobre i na złe      | Ilona                                                          | serial telewizyjny, odcinek: 661                                                   |
| 2017                  | Barwy szczęścia        | nauczycielka Kinga Brzeska                                     | serial telewizyjny, odcinki: 1741, 1752, 1755, 1762, 1764                          |
| 2018                  | O mnie się nie martw   | koleżanka Kuby                                                 | serial telewizyjny, odcinek: 113                                                   |
| 2018                  | Szpital dziecięcy      | Eliza                                                          | serial telewizyjny, odcinek: 38                                                    |
| 2018–2020             | Korona królów          | Ilona, dwórka Elżbiety                                         | serial telewizyjny, odcinki: 181, 240, 246                                         |
| 2019–2020             | Zameldowani            | Ewelina                                                        | serial telewizyjny, odcinki: 1-43                                                  |
| 2019                  | Ojciec Mateusz         | Flora, kandydatka na zastępczą gospodynię księdza Mateusza     | serial telewizyjny, odcinek: 278                                                   |
| 2020                  | Bez skrupułów          | policjantka Ewa Nowak                                          | serial telewizyjny, odcinki: 2, 3, 5                                               |
| 2021                  | Na sygnale             | Aga                                                            | serial telewizyjny, odcinek: 316                                                   |
| 2022                  | To nie ze mną          | położna                                                        | serial telewizyjny, odcinek: 2                                                     |
| 2022                  | Przyjaciółki           | Sabrina                                                        | serial telewizyjny, odcinek: 225                                                   |
| 2022                  | Komisarz Alex          | Agnieszka, partnerka Rozłuckiego                               | serial telewizyjny, odcinek: 206                                                   |
| 2023                  | Na Wspólnej            | sekretarka                                                     | serial telewizyjny, odcinek: 3540; w napisach pod nazwiskiem: Schwinke-Magierowska |